# 柴河站
柴河站，位于中华人民共和国黑龙江省牡丹江市海林市柴河镇，是图佳铁路上的火车站，建于1935年，由哈尔滨铁路局管辖。

## 車站周邊
- 柴河汽车站
- 柴河农村信用合作社第一储蓄所
- 柴河林业地区公安局
- 柴河林区创业孵化基地
- 中国移动柴河营业厅
- 海林市第二人民医院
- 川东大酒店
- 柴河镇人民政府
- 柴河镇中学
- 中国联通柴河第一营业厅
- 中国邮政储蓄银行柴河镇支行
- 柴河林业局第一小学

## 歷史
- 建于1935年。

## 外部連結
- 中国铁路客户服务中心 （页面存档备份，存于）